# 櫻井和壽
櫻井和壽（日语：桜井 和寿，1970年3月8日—），日本音乐家及慈善家；Mr.Children的主唱、吉他手。本名（读音相同）。日本東京都練馬区出身。
从地下乐队时期开始到现在一直担任Mr.Children歌曲的作詞、作曲。2004年起参与公益性乐队Bank Band的活动。
2006年，樱井和寿在HMV的“30位最佳日本歌手”中，名列第八。
并在2007年oricon的“理想中父亲的形象”调查中，名列第四。
此外，在2009年，他被世界经济论坛选为全球青年领袖之一。作为一位企业家，他与它人共同创立非营利慈善环保组织ap bank，并自己拿出100万美元作为AP Bank的种子基金。

## 音乐生涯
- 1985年4月，樱井和寿与吉他手田原健一、贝斯手中川敬辅在轻音乐社相识，并组成名为“Beatnik”的乐队。
- 1985年12月，“Beatnik”乐队的第一首原创歌曲《圣诞之夜》（日语：クリスマスナイト）开始制作。
- 1987年，乐队改名为“THE WALLS”。
- 1988年，鼓手鈴木英哉加入“THE WALLS”。
- 1989年1月1日，“THE WALLS”改名为“Mr.Children”。[1]
- 1994年4月1日，担任藤井フミヤ第三张单曲《女神》的作曲。
- 1998年3月5日，以化名“Masato Kinugasa”（日语：キヌガサマサト）担任KAN歌曲的作曲，收录于KAN的第十一张专辑《TIGERSONGWRITER》中。
- 2001年11月28日，担任Sunny第三张单曲《Bless you, Thank you》的作词。
- 2002年2月16日，与他人合作担任Sunny第四张单曲的作词。
- 2002年7月，因中风被送入医院，Mr.Children的音乐活动停止了半年左右。[5]
12月21日，病情好转并康复，音乐活动再度开始，只举行一晚的《TOUR 2002 DEAR WONDERFUL WORLD IT'S A WONDERFUL WORLD ON DEC 21》演唱会获得成功。
- 2003年6月，与小林武史、坂本龍一共同成立非营利组织ap bank。
- 2004年1月，ap bank衍生计划乐队“Bank Band”成立。
- 2007年2月4日，参与甲斐祥弘的翻唱专辑《10 Stories》中一曲合唱。
9月12日，参与三宅伸治的致敬专辑中一曲主唱。
- 2011年7月13日，担任Salyu第十五张单曲《蓝天》的词曲创作。

## 版权署名
樱井和寿在Mr.Children相关歌曲版权署名中，直到1997年时一直使用，1998年之后的歌曲署名为“Kazutoshi Sakurai”或者“KAZUTOSHI SAKURAI”。在参与有关ap bank和Bank Band的活动时，都是使用本名进行相关活动。 

## 婚姻生活
- 1994年1月，与所属唱片公司TOY'S FACTORY的一位前员工结婚，当时认为没有必要公开，故而在几个月后才正式公开结婚消息。
- 1997年2月，被发现与偶像艺人吉野美佳有暧昧关系。
- 2000年5月，樱井和寿与前妻离婚。
6月，樱井和寿与吉野美佳再婚。[8]
- 兒子是演員櫻井海音

## 唱片作品

### 单曲

#### Bank Band
1. 《To U》 （2006年）
2.  （2007年）

### 专辑

#### Bank Band
1. 《沿志奏逢》（2004年）
2. 《沿志奏逢》 （2008年）
3. 《沿志奏逢 3》（2010年）

#### ACID TEST
1. 《Happy Birthday John! ~A Tribute to John Lennon~》 （2005年）

### DVD

#### Bank Band
1. 《BGM Vol.2》 （2004年）
2. 《ap bank fes '05》 （2005年）
3. 《ap bank fes '06》 （2006年）
4. 《ap bank fes '07》 （2008年）
5. 《ap bank fes '08》 （2009年）
6. 《ap bank fes '09》 （2010年）

### 相关乐队
- Mr.Children
  - 鈴木英哉
  - 田原健一
  - 中川敬輔
- Bank Band
- the pillows
- SPITZ
- Ulfuls
- BUMP OF CHICKEN

### 相关人物
- 飛鳥涼
- 忌野清志郎
- 大橋卓弥
- 小田和正
- 小山卓治
- 甲斐祥弘
- GAKU-MC
- KAN
- 桑田佳祐
- 小林武史
- Salyu
- NAOTO INTI RAYMI
- 菅止戈男
- 寺岡呼人
- 名波浩
- 長谷部誠
- 濱田省吾
- 三宅伸治
- 岡田惠和

### 相关活动
- ap bank
- FM802